# Кампу-Гранди (микрорегион)

Кампу-Гранди на карте.

Кампу-Гранди (порт. Microrregião de Campo Grande) — микрорегион в Бразилии, входит в штат Мату-Гросу-ду-Сул. Составная часть мезорегиона Северо-центральная часть штата Мату-Гроссу-ду-Сул. Население составляет 873 851 человек (на 2010 год). Площадь — 28 256,439 км². Плотность населения — 30,93	чел./км².

## Демография
Согласно сведениям, собранным в ходе переписи 2010 г. Национальным институтом географии и статистики (IBGE), население микрорегиона составляет:						
| Полное население                             | Полное население                             | Полное население                             | Полное население                             | 873 851 |
| -------------------------------------------- | -------------------------------------------- | -------------------------------------------- | -------------------------------------------- | ------- |
| в том числе:                                 | Городское население                          | 826 044                                      | Процент городского населения, %              | 94,53   |
|                                              | Сельское население                           | 47 807                                       | Процент сельского населения, %               | 5,47    |
|                                              | Мужское население                            | 426 666                                      | Процент мужского населения, %                | 48,83   |
|                                              | Женское население                            | 447 185                                      | Процент женского населения, %                | 51,17   |
| Плотность населения, чел/км²                 | Плотность населения, чел/км²                 | Плотность населения, чел/км²                 | Плотность населения, чел/км²                 | 30,93   |
| Население микрорегиона в % к населению штата | Население микрорегиона в % к населению штата | Население микрорегиона в % к населению штата | Население микрорегиона в % к населению штата | 35,68   |

## Статистика
- Валовой внутренний продукт на 2003 год составляет 5 637 024 704,00 реалов (данные: Бразильский институт географии и статистики).
- Валовой внутренний продукт на душу населения на 2003 год составляет 7195,86 реалов (данные: Бразильский институт географии и статистики).
- Индекс развития человеческого потенциала на 2000 год составляет 0,808 (данные: Программа развития ООН).

## Состав микрорегиона
В составе микрорегиона включены следующие муниципалитеты:
1. Бандейрантис
2. Кампу-Гранди
3. Коргинью
4. Жарагуари
5. Риу-Негру
6. Рошеду
7. Сидроландия
8. Теренус